# Fantastiska Wilbur (film)
Fantastiska Wilbur (engelska: Charlotte's Web) är en amerikansk animerad film från 1973 i regi av Charles A. Nichols och Iwao Takamoto. Alternativtitel: Den sjungande grisen. Filmen är baserad på E.B. Whites bok Fantastiska Wilbur från 1952. En uppföljare gjord för video-marknaden, Fantastiska Wilbur 2, släpptes 2003.

## Handling
Filmen handlar om den lilla grisen Wilbur som den 12-åriga flickan Fern får ta hand om. När han blir för stor att ha inne i huset måste Fanny motvilligt lämna bort honom till grannen Zuckerman. På den gården lär han känna alla djuren, bland annat spindeln Charlotte.

## Röster (original)
| Figur                 | Engelsk röst     | Svensk röst                                |
| --------------------- | ---------------- | ------------------------------------------ |
| Wilbur                | Henry Gibson     | Leif Ahrle (dialog) Göran Fristorp (sång)  |
| Charlotte A. Cavatica | Debbie Reynolds  | Monica Zetterlund                          |
| Templeton             | Paul Lynde       | Bert-Åke Varg                              |
| Gåsmor                | Agnes Moorehead  | Hjördis Petterson                          |
| Lurvy                 | Herb Vigran      | Gunnar Ernblad                             |
| Goffe                 | Don Messick      | Helena Reuterblad                          |
| Fern Arable           | Pamelyn Ferdin   | Marianne Wäyrynen (dialog) Pia Lang (sång) |
| Fru Arable            | Martha Scott     | Helena Reuterblad                          |
| Onkel Homer Zuckerman | Bob Holt         | Lars Lennartsson                           |
| Herr John Arable      | John Stephenson  | Mathias Henrikson                          |
| Henry Fussy           | William B. White | Tomas Bolme                                |
| Avery Arable          | Danny Bonaduce   | Stig-Erik Öström                           |
| Kalven                | Dave Madden      | Lars Lennartsson                           |
| Edith Zuckerman       | Joan Gerber      | Chris Wahlström                            |
| Berättaren            | Rex Allen        | Tomas Bolme                                |

## Soundtrack
- "Chin Up"
- "I Can Talk!"
- "A Veritable Smorgasbord"
- "Zuckerman's Famous Pig"
- "We've Got Lots in Common"
- "Mother Earth and Father Time"
- "There Must Be Something More"
- "Deep in the Dark/Charlotte's Web"